# Baby Bátiz
María Esther Medina Núñez (Tijuana, 24 de noviembre de 1949), conocida como Baby Bátiz, es una cantante mexicana de blues y rock. Es hermana del músico Javier Bátiz.

## Trayectoria
Comenzó su carrera a los 11 años de edad, cantando en el grupo su hermano Javier Bátiz: "Los TJ's", en donde interpretaba versiones de temas del rock and roll y baladas. En su formación musical, debido a la naturaleza fronteriza con los Estados Unidos, "La Baby" creció escuchando rock, blues y soul.  Entre 1964 y 1968, durante sus vacaciones viajaba a la Ciudad de México para presentarse en los llamados cafés cantantes donde ya se presentaba su hermano Javier Bátiz. Ello bajo el contexto de una "ola" de grupos de rock and roll y ritmos provenientes de Tijuana. En 1964 grabó su primer disco Aconséjame, mamá, mismo en el que tuvo que cantar con un estilo diferente al que ella acostumbraba —influida por artistas como Aretha Franklin— por razones comerciales. El disco no fue promovido, entre otros factores, por no contar con la mayoría de edad.
En la segunda mitad de los años 60, el estilo de Baby Bátiz viró de las baladas de rock and roll hacia el soul y el blues, mismos que promovería entre el público de la capital mexicana. Participó en programas televisivos como Operación Ja-Ja y Discotheque Orfeon A Go-gó. En los años 70 integraría los grupos "Tequila" y "Las Loquettes". En su carrera suman 6 discos. Ha colaborado en una docena de discos de su hermano Javier.
Baby Bátiz ha cantado para distintos comerciales y ha sido corista y cantante de estudio en discos de Yuri, Lupita D'Alessio, Timbiriche, entre otros.

## Discografía

### Solista
- "Aconséjame, mamá" (1964)
- "Demasiado tarde/Un lugar cerca del sol" (1971)
- "Abrázame, bésame" (1973)
- "Those were the days" (1998)
- "Grandes musicales (con Andrew Loyd Webber)" (1999)
- "En vivo en el Monumento a la Revolución" (2003)
- "De veras me atrapaste" (2004)
- "Antología" (2010)

### En colaboración

#### Con Javier Bátiz
- "Bátiz and Hair" (1968)
- "Javier Bátiz y su Onda" (1973)
- "Ella fue" (1976)
- "Mr. Loco Loco" (1979)
- "Esta vez" (1984)
- "Radiocomplacencias" (1985)
- "Esta vez 2" (1989)
- "Di si tú te acuerdas de mí" (1994)
- "Me gusta el Rock" (1996)
- "La casa del Sol Naciente" (1997)
- "El baúl del brujo vol. 1, 2 y 3" (2003)